# Quatrième district congressionnel du Michigan
Le 4e district congressionnel du Michigan est un district situé dans l'État du Michigan. Le 4e district actuel contient une grande partie de l'ancien 2e district du Michigan et comprend la totalité des comtés d'Allegan et de Van Buren, ainsi que des parties des comtés d'Ottawa, Kalamazoo, Calhoun et Berrien. En 2022, le district a été redessiné pour commencer dans le village de St. Joseph et s'étendre vers le nord jusqu'au village de Port Sheldon. Le 4e est actuellement représenté par le Républicain Bill Huizenga, qui représentait auparavant l'ancien 2e district.

## Histoire
Le 4e district congressionnel du Michigan a été formé pour la première fois en 1852. À cette époque, il couvrait partout, du Comté de Macomb à l'extrémité ouest de la péninsule supérieure. Le Comté d'Ingham ne faisait pas partie du district, puis la frontière s'est tournée vers le nord après que le Comté d'Eaton ne se soit dirigé vers l'ouest que vers l'ouest. Le Comté de Midland a été atteint. Il est allé à nouveau vers l'ouest le long des lignes sud de Midland et des comtés suivants, puis s'est dirigé à nouveau vers le nord du côté est du Comté de Muskegon, Manistee étant son comté sud qui bordait le lac Michigan.
En 1863, il gagna les zones autour de Grand Rapids et de Muskegon mais perdit tout à l'est du Comté d'Ionia et la majeure partie de la péninsule supérieure. En 1872, il fut redessiné pour couvrir les comtés de Berrien, Cass, Kalamazoo, Van Buren et St. Joseph. En 1892, ces limites ont été modifiées par l'ajout des comtés d'Allegan et de Barry mais par la soustraction du Comté de Kalamazoo. Ces limites sont restées les limites du district pendant les 72 années suivantes.
En 1964, le 4e district est redessiné. Le Comté de Barry a été soustrait du district tandis que les comtés de Branch et Hillsdale ont été ajoutés. En 1972, les limites du district ont été modifiées en ajoutant de petites sections du Comté de Calhoun et en soustrayant de petites parties des comtés de Hillsdale et de St. Joseph.
Le redécoupage de 1982 a supprimé du district tout le Comté de Hillsdale et la partie du Comté de Calhoun qui faisait partie du district. Les villages de Quincy et Butler dans le comté de Branch ont également été supprimés. Dans le Comté de Kalamazoo, le village de Schoolcraft et la majeure partie de Portage ont été ajoutés au district. Les parties sud et ouest du Comté d'Allegan et la majeure partie de l'ouest du Comté d'Ottawa, y compris Holland, Michigan, faisaient également partie du district.
Lors de la renumérotation de 1992, ce district est devenu essentiellement le 6e, tandis que l'ancien 10e est devenu le nouveau 4e.

### L'Ancien10eet le4edes années 1990
L'ancien 10e comprenait la majeure partie de Grand Traverse et tout le Comté de Kalkaska qui ont été perdus au profit du nouveau 1er (ancien 11e) lors du redécoupage de 1992. Il comprenait également le Comté de Wexford qui a été déplacé vers le nouveau 2e (ancien 9e) lors du redécoupage de 1992. Les seules autres zones perdues étaient de petites parties des comtés d'Antrim et d'Iosco et une partie du Comté de Shiawasee comprenant les villages de Durand et de Vernon.
Le nouveau 4e a gagné le Comté de Montcalm de l'ancien 9e district. Il a gagné les parties Clinton et la plupart des Shiawasee de l'ancien 6e district et de la moitié nord du Comté d'Oscoda. Il a également gagné une partie du sud-ouest du Comté de Saginaw et la partie du Comté de Midland qui n'existait pas dans l'ancien 10e.
En 2002, le Comté de Leelaunau et une petite partie du nord-ouest du Comté de Grand Traverse étaient les seules zones découpées du 1er et d'autres districts au 4e qui n'étaient pas dans l'ancien 10e.

## Géographie
| #   | Comté     | Siège       | Population |
| --- | --------- | ----------- | ---------- |
| 5   | Allegan   | Allegan     | 121 393    |
| 21  | Berrien   | St. Joseph  | 152 261    |
| 25  | Calhoun   | Marshall    | 133 366    |
| 77  | Kalamazoo | Kalamazoo   | 262 215    |
| 139 | Ottawa    | Grand Haven | 303 372    |
| 159 | Van Buren | Paw Paw     | 75 798     |

### Villes, townships et CDP de 10 000 personnes ou plus
- Kalamazoo – 73,598
- Georgetown Township – 54,091
  - Jenison – 16,640
- Battle Creek – 52,721
- Portage – 48,891
- Holland Charter Township – 38,276
  - Beechwood (en partie) – 3,121
- Holland – 34,540
- Oshtemo Township – 23,747
- Kalamazoo Township – 22,777
  - Eastwood – 6,366
  - Comstock Northwest (en partie) – 5,562
- Park Township – 18,625
  - Beechwood (en partie) – 3,121
- Texas Charter Township – 17,691
- Comstock Township – 15,231
  - Comstock Northwest (en partie) – 5,562
- Benton Charter Township – 14,374
  - Fair Plain (en partie) – 7,402
  - Benton Heights – 3,652
- Antwerp Township – 13,425
  - Mattawan – 2,550
- Zeeland Charter Township – 12,008
- Emmett Charter Township – 11,744
- Cooper Township – 10,418

### Villes de 2500 à 10 000 personnes
- St. Joseph Charter Township – 9,993
  - Fair Plain (en partie) – 7,402
- Jamestown Charter Township – 9,630
- Westwood – 9,621
- Bedford Charter Township – 9,198
  - Level Park–Oak Park – 3,260
- Benton Harbor – 9,103
- Pennfield Charter Township – 8,781
- Richland Township – 8,693
- Dorr Township – 7,922
  - Dorr – 3,520
- St. Joseph – 7,856
- Hudsonville – 7,629
- Fair Plain – 7,402
- Blendon Township – 7,081
- Leighton Township – 7,001
- Paw Paw Township – 6,881
  - Paw Paw (village) – 3,362
- Pavilion Township – 6,387
- Gun Plain Township – 6,148
- Laketown Township – 5,928
- Otsego Township – 5,903
- Zeeland – 5,719
- Almena Township – 5,308
- Springfield – 5,292
- Allegan – 5,222
- Port Sheldon Township – 5,206
- Salem Township – 5,156
- Coloma Charter Township – 5,051
  - Paw Paw Lake (en partie) – 3,323
- Olive Township – 5,007
- Ross Township – 4,851
- Allegan Township – 4,689
- Wayland – 4,435
- Otsego – 4,120
- South Haven Charter Township – 4,041
- South Haven – 3,964
- Heath Township – 3,937
- Alamo Township – 3,805
- Lee Township (Comté d'Allegan) – 3,805
- Plainwell – 3,788
- Benton Heights – 3,652
- Decatur Township – 3,575
- Wayland Township – 3,573
- Saugatuck Township – 3,443
- Geneva Township – 3,416
- Manlius Township – 3,312
- Lawrence Township – 3,289
- Hagar Township – 3,243
- Overisel Township – 3,113
- Watervliet Township – 3,036
  - Paw Paw Lake (en partie) – 3,323
- Hartford Township – 3,021
- Pine Grove Township – 2,994
- Bloomingdale Township – 2,930
- Casco Township – 2,796
- Fillmore Township – 2,778
- Hopkins Township – 2,760
- Martin Township – 2,723
- Bainbridge Township – 2,682
- Ganges Township – 2,574
- Porter Township – 2,568
- Columbia Township – 2,546
- Trowbridge Township – 2,530
- Hartford – 2,515
- Covert Township – 2,510
- Waverly Township – 2,506

## Historique de vote
Ce tableau indique comment le district a voté aux élections présidentielles américaines ; les résultats des élections reflètent le vote dans la circonscription telle qu'elle était configurée au moment de l'élection, et non telle qu'elle est configurée aujourd'hui.
| Années | Poste     | Résultats               |
| ------ | --------- | ----------------------- |
| 1992   | Président | Clinton 38,0 % – 37,0 % |
| 1996   | Président | Clinton 47,0 % – 41,0 % |
| 2000   | Président | Bush 54,0 % – 44,0 %    |
| 2004   | Président | Bush 55,0 % – 44,0 %    |
| 2008   | Président | Obama 50,0 % – 48,0 %   |
| 2012   | Président | Romney 54,0 % – 46,0 %  |
| 2016   | Président | Trump 60,0 % – 35,0 %   |
| 2020   | Président | Trump 61,0 % – 37,0 %   |

Ce tableau indique comment le district a voté lors des récentes élections à l'échelle de l'État ; les résultats des élections reflètent le vote dans la circonscription telle qu'elle est actuellement configurée, pas nécessairement telle qu'elle était au moment de ces élections.
| Années | Poste                  | Résultats                |
| ------ | ---------------------- | ------------------------ |
| 2018   | Sénat                  | James 51,6 % – 46,2 %    |
| 2018   | Gouverneur             | Schuette 49,4 % – 47,4 % |
| 2018   | Ministre de la Justice | Leonard 52,3 % – 42,8 %  |
| 2020   | Sénat                  | James 53,6 % - 44,5 %    |

## Liste des Représentants du district
| Membre                          | Parti       | Années                           | Congrès     | Histoire électorale | Zone géographique |
| ------------------------------- | ----------- | -------------------------------- | ----------- | --- | ----------------- |
| District établit le 4 mars 1853 |             |                                  |             | |                   |
| Hestor L. Stevens (en)          | Démocrate   | 4 mars 1853 - 3 mars 1855        | 33e         | Élu en 1852. Retrait. |                   |
| George Washington Peck (en)     | Démocrate   | 4 mars 1855 - 3 mars 1857        | 34e         | Élu en 1854. perd sa réélection. |                   |
| De Witt C. Leach (en)           | Républicain | 4 mars 1857 - 3 mars 1861        | 35e , 36e   | Élu en 1856. Réélu en 1858. Retrait. |                   |
| Rowland E. Trowbridge (en)      | Républicain | 4 mars 1861 - 3 mars 1863        | 37e         | Élu en 1860. Redécoupage vers le 5e district et perd sa réélection. |                   |
| Francis William Kellogg (en)    | Républicain | 4 mars 1863 - 3 mars 1865        | 38e         | Redécoupage depuis le 3e district et réélu en 1862. Retrait. |                   |
| Thomas W. Ferry (en)            | Républicain | 4 mars 1865 - 3 mars 1871        | 39e - 41e   | Élu en 1864. Réélu en 1866. Réélu en 1868. Réélu en 1870 mais décline le siège lorsqu'élu Sénateur des États-Unis. |                   |
| Vacant                          | Vacant      | 4 mars 1871 - 4 décembre 1871    | 42          | |                   |
| Wilder D. Foster (en)           | Républicain | 4 avril 1871 - 3 mars 1873       | 42          | Élu le 4 avril 1871 pour terminer le mandat de Ferry et intronisé le 4 décembre 1871. Redécoupage vers le 5e district.                                                                                                   |                   |
| Julius C. Burrows (en)          | Républicain | 4 mars 1873 - 3 mars 1875        | 43e         | Élu en 1872. perd sa réélection. |                   |
| Allen Potter (en)               | Démocrate   | 4 mars 1875 - 3 mars 1877        | 44e         | Élu en 1874. Retrait. |                   |
| Edwin W. Keightley (en)         | Républicain | 4 mars 1877 - 3 mars 1879        | 45e         | Élu en 1876. Retrait. |                   |
| Julius C. Burrows (en)          | Républicain | 4 mars 1879 - 3 mars 1883        | 46e , 47e   | Élu en 1878. Réélu en 1880. perd sa réélection. |                   |
| George L. Yaple (en)            | Démocrate   | 4 mars 1883 - 3 mars 1885        | 48e         | Élu en 1882. perd sa réélection. |                   |
| Julius C. Burrows (en)          | Républicain | 4 mars 1885 - 3 mars 1893        | 49e - 52e   | Élu en 1884. Réélu en 1886. Réélu en 1888. Réélu en 1890. Redécoupage vers le 3e district. |                   |
| Henry F. Thomas (en)            | Républicain | 4 mars 1893 - 3 mars 1897        | 53e , 54e   | Élu en 1892. Réélu en 1894. perd sa renomination. |                   |
| Edward L. Hamilton              | Républicain | 4 mars 1897 - 3 mars 1921        | 55e - 66e   | Élu en 1896. Réélu en 1898. Réélu en 1900. Réélu en 1902. Réélu en 1904. Réélu en 1906. Réélu en 1908. Réélu en 1910. Réélu en 1912. Réélu en 1914. Réélu en 1916. Réélu en 1918. Retrait.                               |                   |
| John C. Ketcham (en)            | Républicain | 4 mars 1921 - 3 mars 1933        | 67e - 72e   | Élu en 1920. Réélu en 1922. Réélu en 1924. Réélu en 1926. Réélu en 1928. Réélu en 1930. perd sa réélection. |                   |
| George E. Foulkes (en)          | Démocrate   | 4 mars 1933 - 3 mars 1935        | 73e         | Élu en 1932. perd sa réélection. |                   |
| Clare Hoffman (en)              | Républicain | 3 janvier 1935 - 3 janvier 1963  | 74e - 87e   | Élu en 1934. Réélu en 1936. Réélu en 1938. Réélu en 1940. Réélu en 1942. Réélu en 1944. Réélu en 1946. Réélu en 1948. Réélu en 1950. Réélu en 1952. Réélu en 1954. Réélu en 1956. Réélu en 1958. Réélu en 1960. Retrait. |                   |
| Edward Hutchinson (en)          | Républicain | 3 janvier 1963 - 3 janvier 1977  | 88e - 94e   | Élu en 1962. Réélu en 1964. Réélu en 1966. Réélu en 1968. Réélu en 1970. Réélu en 1972. Réélu en 1974. Retrait. |                   |
| Davis Stockman (en)             | Républicain | 3 janvier 1977 - 21 janvier 1981 | 95e - 97e   | Élu en 1976. Réélu en 1978. Réélu en 1980. Démissionne pour devenir le Directeur du Bureau de la Gestion et du Budget |                   |
| Vacant                          | Vacant      | 21 janvier 1981 - 21 avril 1981  | 97e         | |                   |
| Mark Siljander (en)             | Républicain | 21 avril 1981 - 3 janvier 1987   | 97e - 99e   | Élu pour terminer le mandat de Stockman. Réélu en 1982. Réélu en 1984. perd sa renomination. |                   |
| Fred Upton                      | Républicain | 3 janvier 1987 - 3 janvier 1993  | 100e - 102e | Élu en 1986. Réélu en 1988. Réélu en 1990. Redécoupage vers le 6e district. |                   |
| Dave Camp (en)                  | Républicain | 3 janvier 1993 - 3 janvier 2015  | 103e - 113e | Redécoupage depuis le 10e et réélu en 1992. Réélu en 1994. Réélu en 1996. Réélu en 1998. Réélu en 2000. Réélu en 2002. Réélu en 2004. Réélu en 2006. Réélu en 2008. Réélu en 2010. Réélu en 2012. Retrait.               | 1993–2003         |
| Dave Camp (en)                  | Républicain | 3 janvier 1993 - 3 janvier 2015  | 103e - 113e | Redécoupage depuis le 10e et réélu en 1992. Réélu en 1994. Réélu en 1996. Réélu en 1998. Réélu en 2000. Réélu en 2002. Réélu en 2004. Réélu en 2006. Réélu en 2008. Réélu en 2010. Réélu en 2012. Retrait.               | 2003–2013         |
| Dave Camp (en)                  | Républicain | 3 janvier 1993 - 3 janvier 2015  | 103e - 113e | Redécoupage depuis le 10e et réélu en 1992. Réélu en 1994. Réélu en 1996. Réélu en 1998. Réélu en 2000. Réélu en 2002. Réélu en 2004. Réélu en 2006. Réélu en 2008. Réélu en 2010. Réélu en 2012. Retrait.               | 2013–2023         |
| John Moolenaar                  | Républicain | 3 janvier 2015 - 3 janvier 2023  | 114e - 117e | Élu en 2014. Réélu en 2016. Réélu en 2018. Réélu en 2020. Redécoupage vers le 2e district. |                   |
| Bill Huizenga                   | Républicain | 3 janvier 2023 - Présent         | 118e        | Redécoupage depuis le 2e district et réélu en 2022. | 2023–Présent      |

## Résultats des récentes élections
Voici les résultats des dix précédents cycles électoraux dans le district.

### 2004
| Élection de 2004 du 4e district congressionnel du Michigan | Élection de 2004 du 4e district congressionnel du Michigan | Élection de 2004 du 4e district congressionnel du Michigan | Élection de 2004 du 4e district congressionnel du Michigan | Élection de 2004 du 4e district congressionnel du Michigan |
| ---------------------------------------------------------- | ---------------------------------------------------------- | ---------------------------------------------------------- | ---------------------------------------------------------- | ---------------------------------------------------------- |
| Parti                                                      | Parti                                                      | Candidat                                                   | Votes                                                      | %                                                          |
|                                                            | Républicain                                                | Dave Camp (en) (sortant)                                   | 205 274                                                    | 64,36                                                      |
|                                                            | Démocrate                                                  | Mike Huckleberry                                           | 110 885                                                    | 34,77                                                      |
|                                                            | Libertarien                                                | Al Chia Jr.                                                | 2 765                                                      | 0,87                                                       |
| Total des votes                                            | Total des votes                                            | Total des votes                                            | 318 924                                                    | 100 %                                                      |
|                                                            | Les Républicains conservent                                |                                                            |                                                            |                                                            |

### 2006
| Élection de 2006 du 4e district congressionnel du Michigan | Élection de 2006 du 4e district congressionnel du Michigan | Élection de 2006 du 4e district congressionnel du Michigan | Élection de 2006 du 4e district congressionnel du Michigan | Élection de 2006 du 4e district congressionnel du Michigan |
| ---------------------------------------------------------- | ---------------------------------------------------------- | ---------------------------------------------------------- | ---------------------------------------------------------- | ---------------------------------------------------------- |
| Parti                                                      | Parti                                                      | Candidat                                                   | Votes                                                      | %                                                          |
|                                                            | Républicain                                                | Dave Camp (en) (sortant)                                   | 160 041                                                    | 60,57                                                      |
|                                                            | Démocrate                                                  | Mike Huckleberry                                           | 100 260                                                    | 37,94                                                      |
|                                                            | US Taxpayers                                               | John Emerick                                               | 2 003                                                      | 0,76                                                       |
|                                                            | Libertarien                                                | Al Chia Jr.                                                | 1 941                                                      | 0,73                                                       |
| Total des votes                                            | Total des votes                                            | Total des votes                                            | 264 245                                                    | 100 %                                                      |
|                                                            | Les Républicains conservent                                |                                                            |                                                            |                                                            |

### 2008
| Élection de 2008 du 4e district congressionnel du Michigan | Élection de 2008 du 4e district congressionnel du Michigan | Élection de 2008 du 4e district congressionnel du Michigan | Élection de 2008 du 4e district congressionnel du Michigan | Élection de 2008 du 4e district congressionnel du Michigan |
| ---------------------------------------------------------- | ---------------------------------------------------------- | ---------------------------------------------------------- | ---------------------------------------------------------- | ---------------------------------------------------------- |
| Parti                                                      | Parti                                                      | Candidat                                                   | Votes                                                      | %                                                          |
|                                                            | Républicain                                                | Dave Camp (en) (sortant)                                   | 204 259                                                    | 61,94                                                      |
|                                                            | Démocrate                                                  | Andrew D. Concannon                                        | 117 665                                                    | 35,68                                                      |
|                                                            | US Taxpayers                                               | John Emerick                                               | 4 055                                                      | 1,23                                                       |
|                                                            | Libertarien                                                | Allitta Hren                                               | 3 785                                                      | 1,15                                                       |
| Total des votes                                            | Total des votes                                            | Total des votes                                            | 329 764                                                    | 100 %                                                      |
|                                                            | Les Républicains conservent                                |                                                            |                                                            |                                                            |

### 2010
| Élection de 2010 du 4e district congressionnel du Michigan | Élection de 2010 du 4e district congressionnel du Michigan | Élection de 2010 du 4e district congressionnel du Michigan | Élection de 2010 du 4e district congressionnel du Michigan | Élection de 2010 du 4e district congressionnel du Michigan |
| ---------------------------------------------------------- | ---------------------------------------------------------- | ---------------------------------------------------------- | ---------------------------------------------------------- | ---------------------------------------------------------- |
| Parti                                                      | Parti                                                      | Candidat                                                   | Votes                                                      | %                                                          |
|                                                            | Républicain                                                | Dave Camp (en) (sortant)                                   | 148 531                                                    | 66,20                                                      |
|                                                            | Démocrate                                                  | Jerry M. Campbell                                          | 68 458                                                     | 30,51                                                      |
|                                                            | US Taxpayers                                               | John Emerick                                               | 3 861                                                      | 1,72                                                       |
|                                                            | Libertarien                                                | Clin Foster                                                | 3 504                                                      | 1,56                                                       |
| Total des votes                                            | Total des votes                                            | Total des votes                                            | 224 354                                                    | 100 %                                                      |
|                                                            | Les Républicains conservent                                |                                                            |                                                            |                                                            |

### 2012
| Élection de 2012 du 4e district congressionnel du Michigan | Élection de 2012 du 4e district congressionnel du Michigan | Élection de 2012 du 4e district congressionnel du Michigan | Élection de 2012 du 4e district congressionnel du Michigan | Élection de 2012 du 4e district congressionnel du Michigan |
| ---------------------------------------------------------- | ---------------------------------------------------------- | ---------------------------------------------------------- | ---------------------------------------------------------- | ---------------------------------------------------------- |
| Parti                                                      | Parti                                                      | Candidat                                                   | Votes                                                      | %                                                          |
|                                                            | Républicain                                                | Dave Camp (en) (sortant)                                   | 197 386                                                    | 63,1                                                       |
|                                                            | Démocrate                                                  | Debra Freidell Wirth                                       | 104 996                                                    | 33,6                                                       |
|                                                            | Libertarien                                                | John Gelineau                                              | 4 285                                                      | 1,4                                                        |
|                                                            | Constitution                                               | George Zimmer                                              | 3 506                                                      | 1,1                                                        |
|                                                            | Vert                                                       | Pat Timmons                                                | 2 776                                                      | 0,9                                                        |
| Total des votes                                            | Total des votes                                            | Total des votes                                            | 312 949                                                    | 100 %                                                      |
|                                                            | Les Républicains conservent                                |                                                            |                                                            |                                                            |

### 2014
| Élection de 2014 du 4e district congressionnel du Michigan | Élection de 2014 du 4e district congressionnel du Michigan | Élection de 2014 du 4e district congressionnel du Michigan | Élection de 2014 du 4e district congressionnel du Michigan | Élection de 2014 du 4e district congressionnel du Michigan |
| ---------------------------------------------------------- | ---------------------------------------------------------- | ---------------------------------------------------------- | ---------------------------------------------------------- | ---------------------------------------------------------- |
| Parti                                                      | Parti                                                      | Candidat                                                   | Votes                                                      | %                                                          |
|                                                            | Républicain                                                | John Moolenaar                                             | 123 962                                                    | 56,5                                                       |
|                                                            | Démocrate                                                  | Jeff Holmes                                                | 85 777                                                     | 39,1                                                       |
|                                                            | US Taxpayers                                               | George Zimmer                                              | 4 990                                                      | 2,3                                                        |
|                                                            | Libertarien                                                | Will White                                                 | 4 694                                                      | 2,1                                                        |
| Total des votes                                            | Total des votes                                            | Total des votes                                            | 219 423                                                    | 100 %                                                      |
|                                                            | Les Républicains conservent                                |                                                            |                                                            |                                                            |

### 2016
| Élection de 2016 du 4e district congressionnel du Michigan | Élection de 2016 du 4e district congressionnel du Michigan | Élection de 2016 du 4e district congressionnel du Michigan | Élection de 2016 du 4e district congressionnel du Michigan | Élection de 2016 du 4e district congressionnel du Michigan |
| ---------------------------------------------------------- | ---------------------------------------------------------- | ---------------------------------------------------------- | ---------------------------------------------------------- | ---------------------------------------------------------- |
| Parti                                                      | Parti                                                      | Candidat                                                   | Votes                                                      | %                                                          |
|                                                            | Républicain                                                | John Moolenaar (sortant)                                   | 194 572                                                    | 61,6                                                       |
|                                                            | Démocrate                                                  | Debra Wirth                                                | 101 277                                                    | 32,1                                                       |
|                                                            | Libertarien                                                | Leonard Schwartz                                           | 8 516                                                      | 2,7                                                        |
|                                                            | Constitution                                               | George M. Zimmer                                           | 5 595                                                      | 1,8                                                        |
|                                                            | Vert                                                       | Jordan Salvi                                               | 3 953                                                      | 1,2                                                        |
|                                                            | Natural Law (en)                                           | Keith Butkovich                                            | 1 838                                                      | 0,6                                                        |
| Total des votes                                            | Total des votes                                            | Total des votes                                            | 315 751                                                    | 100 %                                                      |
|                                                            | Les Républicains conservent                                |                                                            |                                                            |                                                            |

### 2018
| Élection de 2018 du 4e district congressionnel du Michigan | Élection de 2018 du 4e district congressionnel du Michigan | Élection de 2018 du 4e district congressionnel du Michigan | Élection de 2018 du 4e district congressionnel du Michigan | Élection de 2018 du 4e district congressionnel du Michigan |
| ---------------------------------------------------------- | ---------------------------------------------------------- | ---------------------------------------------------------- | ---------------------------------------------------------- | ---------------------------------------------------------- |
| Parti                                                      | Parti                                                      | Candidat                                                   | Votes                                                      | %                                                          |
|                                                            | Républicain                                                | John Moolenaar (sortant)                                   | 175 510                                                    | 62,6                                                       |
|                                                            | Démocrate                                                  | Jerry Hilliard                                             | 106 540                                                    | 37,4                                                       |
| Total des votes                                            | Total des votes                                            | Total des votes                                            | 285 050                                                    | 100 %                                                      |
|                                                            | Les Républicains conservent                                |                                                            |                                                            |                                                            |

### 2020
| Élection de 2020 du 4e district congressionnel du Michigan | Élection de 2020 du 4e district congressionnel du Michigan | Élection de 2020 du 4e district congressionnel du Michigan | Élection de 2020 du 4e district congressionnel du Michigan | Élection de 2020 du 4e district congressionnel du Michigan |
| ---------------------------------------------------------- | ---------------------------------------------------------- | ---------------------------------------------------------- | ---------------------------------------------------------- | ---------------------------------------------------------- |
| Parti                                                      | Parti                                                      | Candidat                                                   | Votes                                                      | %                                                          |
|                                                            | Républicain                                                | John Moolenaar (sortant)                                   | 242 621                                                    | 65,0                                                       |
|                                                            | Démocrate                                                  | Jerry Hilliard                                             | 120 802                                                    | 32,4                                                       |
|                                                            | Libertarien                                                | David Canny                                                | 5 374                                                      | 1,4                                                        |
|                                                            | Vert                                                       | Amy Slepr                                                  | 4 448                                                      | 1,2                                                        |
| Total des votes                                            | Total des votes                                            | Total des votes                                            | 373 245                                                    | 100 %                                                      |
|                                                            | Les Républicains conservent                                |                                                            |                                                            |                                                            |

### 2022
| Primaire Républicaine de 2022 du 4e district congressionnel du Michigan | Primaire Républicaine de 2022 du 4e district congressionnel du Michigan | Primaire Républicaine de 2022 du 4e district congressionnel du Michigan | Primaire Républicaine de 2022 du 4e district congressionnel du Michigan | Primaire Républicaine de 2022 du 4e district congressionnel du Michigan |
| ----------------------------------------------------------------------- | ----------------------------------------------------------------------- | ----------------------------------------------------------------------- | ----------------------------------------------------------------------- | ----------------------------------------------------------------------- |
| Parti                                                                   | Parti                                                                   | Candidat                                                                | Votes                                                                   | %                                                                       |
|                                                                         | Républicain                                                             | Bill Huizenga (sortant)                                                 | 88 851                                                                  | 100 %                                                                   |

| Primaire Démocrate de 2022 du 4e district congressionnel du Michigan | Primaire Démocrate de 2022 du 4e district congressionnel du Michigan | Primaire Démocrate de 2022 du 4e district congressionnel du Michigan | Primaire Démocrate de 2022 du 4e district congressionnel du Michigan | Primaire Démocrate de 2022 du 4e district congressionnel du Michigan |
| -------------------------------------------------------------------- | -------------------------------------------------------------------- | -------------------------------------------------------------------- | -------------------------------------------------------------------- | -------------------------------------------------------------------- |
| Parti                                                                | Parti                                                                | Candidat                                                             | Votes                                                                | %                                                                    |
|                                                                      | Démocrate                                                            | Joseph Alfonso (Write-In)                                            | 10 992                                                               | 100 %                                                                |

| Élection de 2022 du 4e district congressionnel du Michigan | Élection de 2022 du 4e district congressionnel du Michigan | Élection de 2022 du 4e district congressionnel du Michigan | Élection de 2022 du 4e district congressionnel du Michigan | Élection de 2022 du 4e district congressionnel du Michigan |
| ---------------------------------------------------------- | ---------------------------------------------------------- | ---------------------------------------------------------- | ---------------------------------------------------------- | ---------------------------------------------------------- |
| Parti                                                      | Parti                                                      | Candidat                                                   | Votes                                                      | %                                                          |
|                                                            | Républicain                                                | Bill Huizenga (sortant)                                    | 183 936                                                    | 54,4                                                       |
|                                                            | Démocrate                                                  | Joseph Alfonso (Write-In)                                  | 143 690                                                    | 42,5                                                       |
|                                                            | Libertarien                                                | Lorence Wenke                                              | 8478                                                       | 2,5                                                        |
|                                                            | Indépendant                                                | Curtis Clark                                               | 2244                                                       | 0,7                                                        |
| Total des votes                                            | Total des votes                                            | Total des votes                                            | 338 348                                                    | 100%                                                       |
|                                                            | Les Républicains conservent                                |                                                            |                                                            |                                                            |

### 2024
| Primaire Républicaine de 2024 du 4e district congressionnel du Michigan | Primaire Républicaine de 2024 du 4e district congressionnel du Michigan | Primaire Républicaine de 2024 du 4e district congressionnel du Michigan | Primaire Républicaine de 2024 du 4e district congressionnel du Michigan | Primaire Républicaine de 2024 du 4e district congressionnel du Michigan |
| ----------------------------------------------------------------------- | ----------------------------------------------------------------------- | ----------------------------------------------------------------------- | ----------------------------------------------------------------------- | ----------------------------------------------------------------------- |
| Parti                                                                   | Parti                                                                   | Candidat                                                                | Votes                                                                   | %                                                                       |
|                                                                         | Républicain                                                             | Bill Huizenga (sortant)                                                 | 67 749                                                                  | 73,4                                                                    |
|                                                                         | Républicain                                                             | Brendan Muir                                                            | 24 580                                                                  | 26,6                                                                    |

| Primaire Démocrate de 2024 du 4e district congressionnel du Michigan | Primaire Démocrate de 2024 du 4e district congressionnel du Michigan | Primaire Démocrate de 2024 du 4e district congressionnel du Michigan | Primaire Démocrate de 2024 du 4e district congressionnel du Michigan | Primaire Démocrate de 2024 du 4e district congressionnel du Michigan |
| -------------------------------------------------------------------- | -------------------------------------------------------------------- | -------------------------------------------------------------------- | -------------------------------------------------------------------- | -------------------------------------------------------------------- |
| Parti                                                                | Parti                                                                | Candidat                                                             | Votes                                                                | %                                                                    |
|                                                                      | Démocrate                                                            | Jessica Swartz                                                       | 49 169                                                               | 100 %                                                                |

| Élection de 2024 du 4e district congressionnel du Michigan | Élection de 2024 du 4e district congressionnel du Michigan | Élection de 2024 du 4e district congressionnel du Michigan | Élection de 2024 du 4e district congressionnel du Michigan | Élection de 2024 du 4e district congressionnel du Michigan |
| ---------------------------------------------------------- | ---------------------------------------------------------- | ---------------------------------------------------------- | ---------------------------------------------------------- | ---------------------------------------------------------- |
| Parti                                                      | Parti                                                      | Candidat                                                   | Votes                                                      | %                                                          |
|                                                            | Républicain                                                | Bill Huizenga (sortant)                                    | 234 489                                                    | 55,1                                                       |
|                                                            | Démocrate                                                  | Jessica Swartz                                             | 184 641                                                    | 43,4                                                       |
|                                                            | Indépendant                                                | Curtis Clark                                               | 6687                                                       | 1,6                                                        |
| Total des votes                                            | Total des votes                                            | Total des votes                                            | 425 817                                                    | 100%                                                       |
|                                                            | Les Républicains conservent                                |                                                            |                                                            |                                                            |